# Janner Corozo
Janner Corozo (Guayaquil, Ecuador, 8 de septiembre de 1995) es un futbolista ecuatoriano. Juega de extremo derecho y su equipo actual es Barcelona Sporting Club de la Serie A de Ecuador.

## Trayectoria

### Inicios
En 2012 debutó el profesionalismo con el Club Carlos Borbor Reyes de la provincia de Santa Elena, fue en el torneo provincial de Segunda Categoría. En 2013 jugó para LDU Guayaquil en la Segunda Categoría del Guayas.

### Macará
En 2014 es contratado por el Macará de Ambato, con el club ambateño jugó en la Primera B, en total en dos temporadas jugó 52 partidos y anotó en siete oportunidades.

### El Nacional
Sus buenas actuaciones lo llevaron a fichar por El Nacional en 2016, con los militares debutó en la Serie A de Ecuador, en 29 partidos jugados encajó cinco goles.

### Independiente del Valle
En 2017 fichó por Independiente del Valle, esa temporada tuvo su debut internacional en la Copa Libertadores de ese año, continuó también en 2018.

### Delfín
Desde la temporada 2020 sus derechos deportivos fueron adquiridos en un 50% por el Delfín Sporting Club.

### Everton
El 29 de junio de 2022 se confirmó su llegada al Everton de Viña del Mar de Chile.

### Barcelona
En diciembre de 2022 fue confirmado su fichaje por Barcelona Sporting Club de Ecuador, en condición de préstamo para la temporada 2023.

## Selección nacional
El 23 de octubre de 2021 fue incluido por Gustavo Alfaro en la lista de 20 jugadores para disputar el encuentro amistoso ante México el 27 de noviembre. En aquel partido marco el segundo gol en victoria de Ecuador 2-3.
El 29 de mayo de 2024, fue incluido en la lista de 26 futbolistas convocados por Félix Sánchez Bas para su participación en la Copa América 2024.
Fue convocado por Sebastián Beccacece para disputar la doble fecha de las eliminatorias para el Mundial de Canadá, Estados Unidos y México 2026 de septiembre de 2024 ante Brasil y Perú.

### Selección absoluta

#### Participaciones en eliminatorias
| Eliminatorias      | Sede            | Resultado   | Partidos | Goles |
| ------------------ | --------------- | ----------- | -------- | ----- |
| Eliminatorias 2022 | América del Sur | Clasificado | 1        | 0     |
| Eliminatorias 2026 | América del Sur | Clasificado | 2        | 0     |

#### Participaciones en Copa América
| Copa              | Sede           | Resultado        | Partidos | Goles |
| ----------------- | -------------- | ---------------- | -------- | ----- |
| Copa América 2024 | Estados Unidos | Cuartos de final | 1        | 0     |

### Partidos internacionales
Actualizado al último partido disputado el 25 de marzo de 2025.
| \| N.° \| Fecha \| Ciudad \| Rival \| Resultado \| Resultado \| Competencia \| \| --- \| ----------------------- \| --------- \| ----------- \| --------- \| --------- \| ----------------------------------- \| \| 1. \| 27 de octubre de 2021 \| Charlotte \| México \| 3-2 \| Victoria \| Amistoso \| \| 2. \| 11 de noviembre de 2021 \| Quito \| Venezuela \| 1-0 \| Victoria \| Eliminatorias al Mundial Catar 2022 \| \| 3. \| 4 de diciembre de 2021 \| Houston \| El Salvador \| 1-1 \| Empate \| Amistoso \| \| 4. \| 12 de junio de 2024 \| Chester \| Bolivia \| 3-1 \| Victoria \| Amistoso \| \| 5. \| 26 de junio de 2024 \| Paradise \| Jamaica \| 3-1 \| Victoria \| Copa América 2024 \| \| 6. \| 21 de marzo de 2025 \| Quito \| Venezuela \| 2-1 \| Victoria \| Eliminatorias al Mundial 2026 \| \| 7. \| 25 de marzo de 2025 \| Santiago \| Chile \| 0-0 \| Empate \| Eliminatorias al Mundial 2026 \| |                         |           |             |           |           |                                     |
| N.° | Fecha                   | Ciudad    | Rival       | Resultado | Resultado | Competencia                         |
| 1. | 27 de octubre de 2021   | Charlotte | México      | 3-2       | Victoria  | Amistoso                            |
| 2. | 11 de noviembre de 2021 | Quito     | Venezuela   | 1-0       | Victoria  | Eliminatorias al Mundial Catar 2022 |
| 3. | 4 de diciembre de 2021  | Houston   | El Salvador | 1-1       | Empate    | Amistoso                            |
| 4. | 12 de junio de 2024     | Chester   | Bolivia     | 3-1       | Victoria  | Amistoso                            |
| 5. | 26 de junio de 2024     | Paradise  | Jamaica     | 3-1       | Victoria  | Copa América 2024                   |
| 6. | 21 de marzo de 2025     | Quito     | Venezuela   | 2-1       | Victoria  | Eliminatorias al Mundial 2026       |
| 7. | 25 de marzo de 2025     | Santiago  | Chile       | 0-0       | Empate    | Eliminatorias al Mundial 2026       |

### Goles internacionales
| \| N.° \| Fecha \| Lugar \| Rival \| Gol \| Resultado \| Resultado \| Competición \| \| --- \| --------------------- \| -------------------------------------------------- \| ------ \| --- \| --------- \| --------- \| ----------- \| \| 1. \| 27 de octubre de 2021 \| Bank of America Stadium, Charlotte, Estados Unidos \| México \| 2–1 \| 3–2 \| Victoria \| Amistoso \| |                       |                                                    |        |     |           |           |             |
| N.° | Fecha                 | Lugar                                              | Rival  | Gol | Resultado | Resultado | Competición |
| 1. | 27 de octubre de 2021 | Bank of America Stadium, Charlotte, Estados Unidos | México | 2–1 | 3–2       | Victoria  | Amistoso    |

## Estadísticas

### Clubes
Actualizado al último partido disputado el 17 de agosto de 2025.
| Club                              | Div.          | Temporada     | Liga  | Liga  | Copas nacionales | Copas nacionales | Copas internacionales | Copas internacionales | Total | Total |
| Club                              | Div.          | Temporada     | Part. | Goles | Part.            | Goles            | Part.                 | Goles                 | Part. | Goles |
| --------------------------------- | ------------- | ------------- | ----- | ----- | ---------------- | ---------------- | --------------------- | --------------------- | ----- | ----- |
| Carlos Borbor Reyes · Ecuador     | 3.ª           | 2012          | 6     | 0     | Inexistentes     | Inexistentes     | Inexistentes          | Inexistentes          | 6     | 0     |
| Carlos Borbor Reyes · Ecuador     | Total club    | Total club    | 6     | 0     | 0                | 0                | 0                     | 0                     | 6     | 0     |
| LDU Guayaquil · Ecuador           | 3.ª           | 2013          | 6     | 1     | Inexistentes     | Inexistentes     | Inexistentes          | Inexistentes          | 6     | 1     |
| LDU Guayaquil · Ecuador           | Total club    | Total club    | 6     | 1     | 0                | 0                | 0                     | 0                     | 6     | 1     |
| Macará · Ecuador                  | 2.ª           | 2014          | 19    | 2     | Inexistentes     | Inexistentes     | Inexistentes          | Inexistentes          | 19    | 2     |
| Macará · Ecuador                  | 2.ª           | 2015          | 33    | 5     | Inexistentes     | Inexistentes     | Inexistentes          | Inexistentes          | 33    | 5     |
| El Nacional · Ecuador             | 1.ª           | 2016          | 29    | 5     | Inexistentes     | Inexistentes     | Inexistentes          | Inexistentes          | 29    | 5     |
| El Nacional · Ecuador             | Total club    | Total club    | 29    | 5     | 0                | 0                | 0                     | 0                     | 29    | 5     |
| Independiente del Valle · Ecuador | 1.ª           | 2017          | 13    | 2     | Inexistentes     | Inexistentes     | 4                     | 0                     | 17    | 2     |
| Independiente del Valle · Ecuador | 1.ª           | 2018          | 26    | 3     | Inexistentes     | Inexistentes     | 0                     | 0                     | 26    | 3     |
| Independiente del Valle · Ecuador | Total club    | Total club    | 39    | 5     | 0                | 0                | 4                     | 0                     | 43    | 5     |
| Macará · Ecuador                  | 1.ª           | 2019          | 32    | 8     | 4                | 2                | 3                     | 0                     | 39    | 10    |
| Macará · Ecuador                  | Total club    | Total club    | 84    | 15    | 4                | 2                | 3                     | 0                     | 91    | 17    |
| Delfín S. C. · Ecuador            | 1.ª           | 2020          | 25    | 5     | 1                | 0                | 8                     | 1                     | 34    | 6     |
| Delfín S. C. · Ecuador            | 1.ª           | 2021          | 29    | 7     | 2                | 1                | 0                     | 0                     | 31    | 8     |
| Delfín S. C. · Ecuador            | 1.ª           | 2022          | 15    | 4     | 1                | 1                | 2                     | 0                     | 18    | 5     |
| Delfín S. C. · Ecuador            | Total club    | Total club    | 69    | 16    | 4                | 2                | 10                    | 1                     | 83    | 19    |
| Everton · Chile                   | 1.ª           | 2022          | 6     | 0     | 0                | 0                | 0                     | 0                     | 6     | 0     |
| Everton · Chile                   | Total club    | Total club    | 6     | 0     | 0                | 0                | 0                     | 0                     | 6     | 0     |
| Barcelona S. C. · Ecuador         | 1.ª           | 2023          | 27    | 4     | 0                | 0                | 8                     | 2                     | 35    | 6     |
| Barcelona S. C. · Ecuador         | 1.ª           | 2024          | 29    | 17    | 1                | 0                | 8                     | 1                     | 38    | 18    |
| Barcelona S. C. · Ecuador         | 1.ª           | 2025          | 23    | 10    | 0                | 0                | 10                    | 2                     | 33    | 12    |
| Barcelona S. C. · Ecuador         | Total club    | Total club    | 79    | 31    | 1                | 0                | 26                    | 5                     | 106   | 36    |
| Total carrera                     | Total carrera | Total carrera | 318   | 73    | 9                | 4                | 43                    | 6                     | 370   | 83    |
| 1. 2.                             |               |               |       |       |                  |                  |                       |                       |       |       |

### Selección
Actualizado al último partido disputado el 25 de marzo de 2025.
| Selección       | Año             | Amistosos | Amistosos | Amistosos | Continental | Continental | Continental | Mundial | Mundial | Mundial | Total | Total | Total  | Media goleadora |
| Selección       | Año             | Part.     | Goles     | Asist.    | Part.       | Goles       | Asist.      | Part.   | Goles   | Asist.  | Part. | Goles | Asist. | Media goleadora |
| --------------- | --------------- | --------- | --------- | --------- | ----------- | ----------- | ----------- | ------- | ------- | ------- | ----- | ----- | ------ | --------------- |
| Absoluta        | 2021            | 2         | 1         | 0         | 1           | 0           | 0           | —       | —       | —       | 3     | 1     | 0      | 0.33            |
| Absoluta        | 2024            | 1         | 0         | 0         | 1           | 0           | 0           | —       | —       | —       | 2     | 0     | 0      | 0               |
| Absoluta        | 2025            | 0         | 0         | 0         | 2           | 0           | 0           | —       | —       | —       | 2     | 0     | 0      | 0               |
| Total selección | Total selección | 3         | 1         | 0         | 4           | 0           | 0           | 0       | 0       | 0       | 7     | 1     | 0      | 0.14            |
| 1.              |                 |           |           |           |             |             |             |         |         |         |       |       |        |                 |

## Palmarés

### Distinciones individuales
| Distinción                                      | Año  |
| ----------------------------------------------- | ---- |
| Incluido en el once ideal de la LigaPro Serie A | 2024 |